# 차이나타운 (1963년 영화)
"차이나타운"은 한국에서 제작된 전창근 감독의 1963년 영화이다. 김진규 등이 주연으로 출연하였고 백완 등이 제작에 참여하였다.

## 출연

### 주연
- 김진규
- 김지미
- 허장강

## 기타
- 조명: 방기찬
- 미술: 박석인